# 中塚美緒
中塚 美緒（なかつか みお、1998年〈平成10年〉6月12日 - ）は、岡山放送のアナウンサー。

## 略歴
愛知県生まれ、東京都出身。中央大学附属横浜中学校卒業、中央大学附属横浜高等学校卒業、中央大学法学部政治学科卒業。
2018年度「Miss Chuo Contest」グランプリ（準グランプリは福井テレビの元アナウンサーの中道詩織）、SoftBank「Miss ギガキャンパスコンテスト」グランプリ受賞。小学館『CanCam』it girl（イットガール）モデル。
2020年8月1日、今井美桜、田﨑さくら、高木由梨奈と共にYouTubeチャンネル「Bloome Channel」を開設したが、就職の為、2021年3月末で同チャンネルを卒業した。
2021年4月、OHK岡山放送にアナウンサーとして入社。同年6月13日の昼のニュース「FNN Live News days」の岡山・香川県版で初鳴きし、その模様が同局の公式YouTubeチャンネルに投稿された。

## 人物
身長160cm、スリーサイズ非公表。血液型AB型。
趣味は旅行、音楽鑑賞、カメラ。特技は書道。資格は英検2級、漢検2級、普通運転免許。
岡山に住んでいた祖父から「美緒がアナウンサーになったら毎日顔が見られる」と言われたことがきっかけでアナウンサーを志す。

## 現在の担当番組
- FNN Live News days（岡山県・香川県ローカルパートを月・火・水 担当）
- OHK Live News（2021年10月 - 、主に木曜日以外の天気予報コーナーを担当）
- 金バク!
  - （2021年7月2日） - ゲスト
  - （2025年4月11日 - ） - MC

## 過去の担当番組
- Live News イット!（土・日曜日の岡山県・香川県ローカルパートを不定期で担当）
- ミルンへカモン! なんしょん?（2021年6月14日、2022年4月 - ）[6]
- Haremachi恋no　ミカタ（2021年8月　-　2022年3月）
- サン讃かがわPLUS（2022年4月　- ）
- FNS27時間テレビ（2024年7月）

## スプラウト時代の出演

### テレビ番組
- しながわEYE（ケーブルテレビ品川） - メッセンジャー（リポーター）[7]

### ラジオ番組
- gee up sprout（FM Salus）

### CM
- リゼクリニック「レッドカーペット」編（2019年、医療法人社団風林会）[8]